# Françoise Mezière
Françoise Mezière (* 25. August 1745 in Mézangers; † 5. Februar 1794 in Laval) war eine französische geweihte Jungfrau, die während der Französischen Revolution zum Tode verurteilt und mit der Guillotine enthauptet wurde.
Am 19. Juni 1955 sprach Papst Pius XII. sie zusammen mit den 14 Märtyrern von Laval und vier weiteren Opfern des Terreur selig.

## Leben
Sie war die Tochter von René Mézière, dem Pächter des Hofes von Maulorière, der zur Benediktinerabtei in Évron gehörte, und dessen erster Ehefrau Françoise Rousseau. Als sie vier Jahre alt war, starb ihre Mutter, und der Vater heiratete 1749 Marie Heurtebise, um seine sechs Kinder großziehen zu können. Mit seiner zweiten Frau hatte er drei weitere Kinder, bis auch sie 1754 starb, kurz nach
Françoises älterer Schwester. René Mézière heiratete 1758 seine dritte Frau Marie Coutelle.
Im Alter von 23 Jahren entschied sich Françoise Mézière 1768 für das Leben in einer Ordensgemeinschaft. Zu jener Zeit entstanden in der Gegend eine Reihe von kleinen Schulen, bei Évron gab es eine solche bereits seit 1720, die von den Schwestern von Chapelle-au-Ribaul betrieben wurde. Daneben führten die Schwestern eine soziale Einrichtung, die nach den Grundsätzen des Heiligen Vinzenz von Paul betrieben wurde und in den Jahren zwischen 1768 und 1770 besonders bekannt war. Françoise Mézière bereitete sich daher auf eine doppelte Aufgabe als Lehrerin und Krankenpflegerin vor. Eine Cousine ihrer Stiefmutter, Marguerite Coutelle, arbeitete seit 1752 in diesem Bereich und errichtete mit Unterstützung des Ortspfarrers eine neue Schule, in der die Mädchen der Gemeinde im Lesen und Schreiben, in den täglichen Gebeten sowie mittwochs und samstags im Katechismus unterrichtet wurden.
Françoise Mezière lebte bei den Schwestern der Barmherzigkeit in Laval, ohne einer Ordensgemeinschaft anzugehören. Sie hatte eine Ausbildung als Lehrerin genossen und erteilte den Kindern Religionsunterricht, daneben war sie auch für die Armenfürsorge tätig. Ihren Lebensunterhalt bezog sie aus einer Stiftung der Pfarrei Saint-Léger.
Nachdem der Aufstand der Vendée gescheitert war, wurden zwei Aufständische, einer von ihnen verwundet, bis in den Wald von Montecler nahe Saint-Léger verfolgt, wo sie sich versteckten. Françoise Mezière kannte den Aufenthaltsort der beiden Vendéens und versorgte sie neun Tage lang, so gut sie konnte, wobei sie auch die Wunden des Verletzten behandelte. Als die beiden Männer entdeckt und verhaftet wurden, wurde die Hilfeleistung der Françoise Mezière ihr als Komplizenschaft mit den „Feinden der Republik“ angerechnet, sie wurde deshalb am 5. Februar 1794 zum Tode verurteilt und hingerichtet.